# Långträsket (Råneå socken, Norrbotten, 737220-177731)
Långträsket är en sjö i Bodens kommun i Norrbotten och ingår i Vitåns huvudavrinningsområde. Sjön har en area på 0,1 kvadratkilometer och ligger 186,1 meter över havet.

## Delavrinningsområde
Långträsket ingår i det delavrinningsområde (737281-177589) som SMHI kallar för Ovan Dockasälven. Medelhöjden är 203 meter över havet och ytan är 14,81 kvadratkilometer. Räknas de 5 avrinningsområdena uppströms in blir den ackumulerade arean 71,84 kvadratkilometer. Avrinningsområdets utflöde Vitån mynnar i havet. Avrinningsområdet består mestadels av skog (84 procent) och sankmarker (15 procent). Avrinningsområdet har 0,1 kvadratkilometer vattenytor vilket ger det en sjöprocent på 0,7 procent.